# Municipio Champotón
Koordinaten: 19° 20′ N, 90° 40′ W
Champotón ist ein  Municipio im mexikanischen Bundesstaat Campeche. Das Municipio hat 83.021 Einwohner (Zensus 2010) und ist 6876 km² groß. Verwaltungssitz und größter Ort des Municipios ist das gleichnamige Champotón.

## Geographie
Das Municipio Champotón liegt im Zentrum des mexikanischen Bundesstaats Campeche zwischen Meereshöhe und knapp über 100 m. Es zählt zu etwa 90 % zur physiographischen Provinz der Halbinsel Yucatán und zu etwa 10 % zur südlichen Küstenebene des Golfes bzw. zu 97 % zur hydrographischen Region Yucatán Oeste und zu knapp 3 % zur Region Grijalva-Usumacinta. Die Geologie des Municipios wird zu 65 % von Kalkstein und zu 27 % von Alluvionen bestimmt; vorherrschende Bodentypen sind Leptosol (39 %), Vertisol (35 %) und Phaeozem (15 %). Knapp drei Viertel der Gemeindefläche sind bewaldet, etwa 15 % sind Weideland.
Das Municipio Champotón grenzt an die Municipios Campeche, Hopelchén, Calakmul, Escárcega und Carmen sowie an den Golf von Mexiko.

## Bevölkerung
Beim Zensus 2010 wurden im Municipio 83.021 Menschen in 21.106 Wohneinheiten gezählt. Davon wurden 8.211 Personen als Sprecher einer indigenen Sprache registriert, darunter 4.218 Sprecher des Mayathan, 1.328 Sprecher des Kanjobal und 620 Sprecher des Kekchí. Gut zwölf Prozent der Bevölkerung waren Analphabeten. 30.810 Einwohner wurden als Erwerbspersonen registriert, wovon ca. 77 % Männer bzw. 2,9 % arbeitslos waren. Über 13 % der Bevölkerung lebten in extremer Armut.

## Orte
Das Municipio Champotón umfasst 280 bewohnte localidades, von denen neben dem Hauptort vom INEGI auch Seybaplaya, Villa Madero, Santo Domingo Kesté, Carrillo Puerto, Sihochac und Ley Federal de Reforma Agraria als urban klassifiziert sind. Zwölf Orte wiesen beim Zensus 2010 eine Einwohnerzahl von über 1000 auf, 217 Orte hatten weniger als 100 Einwohner. Die größten Orte sind:
| Ort                            | Einwohner |
| Champotón                      | 30.881    |
| Seybaplaya                     | 08.711    |
| Villa Madero                   | 03.954    |
| Santo Domingo Kesté            | 03.763    |
| Carrillo Puerto                | 02.829    |
| Sihochac                       | 02.731    |
| Ley Federal de Reforma Agraria | 02.435    |
| Xbacab                         | 01.649    |
| San Pablo Pixtún               | 01.498    |
| Maya Tecún I                   | 01.254    |
| Hool                           | 01.181    |
| La Joya                        | 01.007    |
| Maya Tecún II                  | 00.995    |
| Xkeulil                        | 00.991    |
| Miguel Colorado                | 00.923    |
| Aquiles Serdán (Chuiná)        | 00.896    |
| Cinco de Febrero               | 00.844    |
| Ulumal                         | 00.833    |